# Take-Two Interactive
Take-Two Interactive Software, Inc. (NASDAQ: TTWO
) (o Take-Two, també conegut com a Take2) és un publicador, desenvolupador i distribuïdor de videojocs americà. La companyia té les oficines centrals a la ciutat de Nova York, Estats Units, amb les oficines internacionals a Windsor, Anglaterra. Les oficines de localitzacions d'estudis estan situades a San Diego, Vancouver, Toronto, Viena, i a Austin, Texas.
La filial de Take-Two, Rockstar Games va crear la saga Grand Theft Auto, que inclou el Grand Theft Auto, Grand Theft Auto 2, Grand Theft Auto III, Grand Theft Auto: Vice City, Grand Theft Auto: San Andreas, Grand Theft Auto: Liberty City Stories, i Grand Theft Auto: Vice City Stories. Hi havia també una expansió menor coneguda a l'original GTA per PlayStation i per ordinador, el Grand Theft Auto London 1969.
Al març de 2018, fou la tercera empresa de jocs que va cotitzar en borsa a les Amèriques i Europa després d'Activision Blizzard i Electronic Arts, amb una capitalització de mercat estimada de 13 mil milions de dòlars.

## Història

### 1993–2000: formació i creixement inicial
Take-Two Interactive va ser fundada per Ryan Ashley Brant, fill de l'executiu de mitjans i copropietari de Interview Peter Brant. Ryan Brant havia assistit al Hotchkiss School i a la Wharton School of the University of Pennsylvania, graduant-se el maig de 1992. Va començar la seva carrera el maig de 1991, treballant per al seu pare com a director d'operacions de Stewart, Tabori & Chang, una editorial de llibres il·lustrats, fins a l'agost de 1993. Com que Brant volia forjar el seu propi camí, va decidir crear una empresa editorial de videojocs. Va dir: "Volia entrar en un negoci on pogués recaptar capital des de jove. En tecnologia, la gent espera que siguis una persona més jove." Uns 1,5 milions de dòlars inicials de finançament es van recaptar de la seva família i inversors privats. Take-Two es va incorporar a Delaware el 30 de setembre de 1993, amb Brant (aleshores 21 anys) com a director general (CEO). El negoci es va posar en marxa amb l'assistència de John Antinori i Mark Seremet. Seremet va vendre la seva participació a l'empresa el 1998. Al principi, Take-Two tenia una ubicació a Latrobe, Pennsylvania. El juny de 1994, l'empresa havia adquirit i absorbit InterOptica, un editor de programari propietat de Wan Chai i dirigit per Catherine Winchester (més tard Heald); aquest últim es va convertir en el primer president de Take-Two. Més tard aquell mes, Take-Two va arribar a un acord amb GameTek que faria que l'editor distribuís cinc dels jocs de Take-Two a tot el món.
Començant amb Star Crusader el setembre de 1994, Take-Two va trobar el seu primer gran èxit en jocs que incloïen vídeo en moviment complet amb coneguts actors en directe interpretant les escenes, després de l'èxit que va tenir Mechadeus amb The Daedalus Encounter que va incloure la Tia Carrere. Take-Two va contractar Dennis Hopper, entre d'altres, per protagonitzar Hell: A Cyberpunk Thriller (1994), que va vendre més de 300.000 còpies durant l'any següent i va establir beneficis per a l'empresa. Això va ser seguit per Ripper (1996), que dels pressupostos de 625.000 dòlars dels seus 2,5 milions de dòlars totals es van utilitzar per contractar actors com Christopher Walken, Karen Allen, i Burgess Meredith. L'èxit d'aquests dos jocs, així com de títols anteriors, va portar a un acord de publicació entre Take-Two i Acclaim Entertainment per publicar els títols de Take-Two, a més d'obtenir la distribució a l'estranger. Take-Two també va aconseguir una llicència amb Sony Computer Entertainment per publicar a la línia de consoles PlayStation. El febrer de 1995, GameTek va adquirir una participació en Take-Two, alineant l'estudi amb la seva pròpia, Alternative Reality Technologies. El juliol de 1995, Take-Two havia establert la seva oficina central a la zona de Silicon Alley de Nova York. Take-Two es va expandir a la seva ubicació de Latrobe i, el setembre de 1996, es va fer càrrec del segon pis del seu edifici d'oficines, que havia estat ocupat pel capítol de Chestnut Ridge de la Creu Roja Americana.
Al voltant de 1996, la companyia guanyava uns 10 milions de dòlars, però Brant volia ampliar encara més l'empresa i va fer la seva primera adquisició de Mission Studios i va publicar el seu joc de 1996 JetFighter III. Brant va decidir aconseguir fons addicionals per a l'adquisició fent pública l'empresa. L'empresa va anunciar aquesta intenció l'abril de 1997, buscant augmentar a 8,2 milions de dòlars. L'empresa va tenir la seva oferta pública inicial (IPO) el 15 d'abril de 1997, cotitzada sota el símbol de ticker TTWO a la borsa NASDAQ. El preu d'obertura era de 5,50 dòlars, per sobre dels 5 dòlars esperats, i el primer dia va pujar a 5,75 dòlars. De la sortida a borsa, l'empresa va guanyar aproximadament 6,5 milions de dòlars juntament amb 4 milions de dòlars en pagarés de fons de risc. En aquest moment, Peter Brant havia estat el major accionista de Take-Two amb un 25% de propietat a través de Bridgehampton Investors LP, que també tenia Ryan Brant com a soci general. Els fons van permetre a Take-Two adquirir les operacions europees de GameTek, el seu estudi intern de Alternative Reality Technologies (més tard rebatejat com a Rockstar Toronto) i els drets de GameTek de Dark Colony, The Quivering, The Reap, Jeopardy! i Wheel of Fortune. L'empresa va contractar Kelly Sumner, directora executiva de GameTek, com a part d'aquesta compra. A més, l'empresa va adquirir Inventory Management Systems, Creative Alliance Group i Alliance Inventory Management, tres empreses de distribució de videojocs que van ajudar a ampliar l'abast de Take-Two al mercat minorista.
El mateix any, Take-Two va intervenir com a editor de Monkey Hero. El seu desenvolupador, Blam!, havia estat lluitant econòmicament després que l'editor original del joc, BMG Interactive, fos tancat per la seva empresa matriu, BMG Entertainment. El març de 1998, Take-Two va adquirir tots els actius de BMG Interactive per 1,85 milions d'accions (el 16% de les accions ordinàries de Take-Two), per un valor d'aproximadament 14,2 milions de dòlars. L'any anterior, DMA Design i BMG Entertainment, amb seu al Regne Unit, acabaven de llançar Grand Theft Auto, i tot i que va tenir un bon rendiment econòmic però no va tenir un èxit crític a Europa, havia despertat controvèrsia sobre l'ús de la violència als videojocs, amb el senador dels Estats Units Joe Lieberman que es va pronunciar fermament en contra. En veure l'oportunitat de captar l'atenció sobre el joc, Brant havia iniciat l'adquisició de BMG per adquirir la propietat de Grand Theft Auto i, al mateix temps, es va posar en contacte amb Sam i Dan Houser de BMG (tots dos instrumentals per aconseguir que Grand Theft Auto arribi al mercat), Terry Donovan i Jamie King per fundar un nou segell a Take-Two, anomenat Rockstar Games per a desenvolupar més títols com aquest. El CEO d'Electronic Arts (EA) en 2008, John Riccitiello, va declarar que, amb la creació de Rockstar, Take-Two va inventar efectivament l'estructura corporativa d'"etiqueta", que EA va seguir el 2008. Amb els drets de Grand Theft Auto, Take-Two va ampliar la seva publicació a Amèrica del Nord, i el joc es va convertir en el primer èxit financer de Take-Two amb més d'1,5 milions de còpies venudes.
Take-Two també va començar a adquirir capacitats de distribució, adquirint diverses empreses de distribució com DirectSoft Australia per al mercat d'Oceania. En particular, l'agost de 1998, Take-Two va adquirir Jack of All Games, un distribuïdor de jocs dels Estats Units, per aproximadament 16,8 milions de dòlars. Take-Two va agrupar posteriorment molts dels seus punts de distribució existents i futurs sota la marca Jack of All Games.
En 1999, Take-Two va adquirir DMA Design (després rebatejat com a Rockstar North), i va invertir en Gathering of Developers i Bungie (després transferit a Microsoft Game Studios). Al setembre, la companyia també va adquirir Triad Distributors i Global Star Software, un distribuïdor i editor de videojocs, respectivament, tots dos fundats el 1993 per Craig McGauley i Damian Cristiani i que operen des de les mateixes oficines a Concord, Ontario, amb el mateix equip directiu. Es va adquirir el desenvolupador israelià Pixel Broadband Studios per 50,4 milions de dòlars el març del 2000, abans que Take-Two el vengués a Gameplay.com l'octubre d'aquell any, rebent a canvi 34,1 milions de lliures en accions de Gameplay.com.

### 2001–2006: més adquisicions i investigacions reguladores

Logotip de Take-Two del 1999 al 2004

Al febrer de 2001, Brant va deixar el càrrec de CEO de Take-Two per servir-ne com a president, sent substituït en l'anterior paper per Sumner. En aquesta època, l'empresa tenia 658 empleats. Amb Rockstar, Take-Two va invertir en desenvolupaments de seqüeles de Grand Theft Auto, incloent Grand Theft Auto 2 (1999), i Grand Theft Auto III (2001) juntament amb les seqüeles, Grand Theft Auto: Vice City (2002) i Grand Theft Auto: San Andreas (2004). El 2003, Take-Two tenia ingressos superiors als 1.000 milions de dòlars. El 2004, Take-Two va pagar 22,3 milions de dòlars a Infogrames pels drets de la saga Civilization. L'empresa també tenia previst adquirir Vivendi Universal Games per 1.000 milions de dòlars.
El 2005, Take-Two va començar una sèrie d'adquisicions, gastant més de 80 milions de dòlars en la compra de desenvolupadors de jocs. Una de les seves adquisicions més importants va ser per als estudis de desenvolupament Visual Concepts i Kush Games de Sega per uns 32 milions el gener de 2005. Tots dos estudis havien estat àmpliament darrere de diversos jocs de simulació esportiva, amb la marca ESPN, i normalment llançaven versions actualitzades cada any, utilitzant la marca 2K per diferenciar versions (com ara ESPN NFL 2K5). El 2004, Take-Two havia arribat a un acord amb Sega per ajudar a publicar aquests títols. Just abans de l'adquisició de Take-Two, Electronic Arts va anunciar que havia aconseguit els drets exclusius per crear videojocs basats en la National Football League (NFL) i un acord de marca de quinze anys amb ESPN, acabant efectivament el títol de la NFL de Visual Concepts i devaluant els seus altres jocs. Aquesta decisió va portar a Sega a abandonar el mercat dels jocs esportius. Take-Two va adquirir aquests estudis i la marca única (inclosa la 2K), així com va negociar els drets exclusius amb Major League Baseball per als videojocs. Un dia després d'anunciar aquestes adquisicions, Take-Two va establir el seu segell editorial 2K per mantenir la marca 2K, traslladant diversos jocs planificats del seu segell de programari econòmic, Global Star, a 2K. Take-Two va alinear encara més els altres estudis interns existents: Indie Built, Venom Games, PopTop Software i Frog City Software, i Take-Two Licensing, dins d'aquesta nova estructura.
Després de la formació de 2K, Take-Two va completar altres adquisicions importants. Firaxis Games es va adquirir el novembre de 2005 per uns 27 milions de dòlars; Take-Two ja havia donat suport a l'estudi mitjançant l'adquisició de la llicència Civilization per donar suport a la publicació de Civilization IV. Irrational Games va ser adquirida al voltant de gener de 2006 per uns 10 milions, incloent-hi tant el seu estudi de Boston com el de Canberra. En aquell moment, Irrational ja havia establert un acord editorial amb Take-Two per a el seu proper joc BioShock. Amb l'acord, Irrational va passar a formar part del segell 2K. També va adquirir PAM Development del Gaia Capital Group per 11,4 milions, donant-los accés a la sèrie Top Spin de jocs de tennis.
Tanmateix, durant aquest període, la U.S. Securities and Exchange Commission (SEC) va començar a examinar els registres comercials de Take-Two, basant-se en les queixes presentades des de l'any 2001 que els guanys de Take-Two no semblaven coincidir amb les xifres de vendes de jocs informades per NPD Group. La queixa formal de la SEC va trobar que l'empresa havia venut, suposadament, productes als distribuïdors com a "transacció d'aparcament" durant un trimestre, per augmentar artificialment els seus ingressos per als inversors, cosa que va estimar que era un frau de 60 milions. El desembre de 2001 es va presentar una demanda contra Take-Two al·legant que l'empresa havia mentit als accionistes. Take-Two va reformular inicialment set trimestres dels resultats financers passats el febrer de 2002, després cinc anys el gener de 2004. Brant va dimitir com a president al març, i va ser succeït per Richard Roedel. Després de l'emissió de la queixa per part de la SEC el 2005, Take-Two va acceptar pagar una multa de 7,5 milions, juntament amb Brant i altres executius pagant també multes per un total d'uns 6,4 milions. Brant, que s'havia mantingut a l'empresa en el càrrec no executiu de "vicepresident de producció", va renunciar finalment a l'empresa l'octubre de 2006, després d'una baixa per invalidesa de quatre mesos per mal d'esquena.
En 2007, una investigació independent de la SEC va trobar més problemes amb Brant i dos executius més de la companyia. En una escombrada de tota la indústria contra les opcions de retrodatació (reben accions quan tenen un preu alt però retrocedeixen la seva propietat a quan tenien un preu baix), la SEC havia trobat que Brant havia rebut opcions de retrodatació de més de 2,1 milions d'accions, tot i que havia eliminat totes les opcions després de la seva dimissió el 2006. Brant es va declarar culpable de falsificar els registres comercials, però va acceptar cooperar amb la SEC i, en comptes de rebre fins a quatre anys de presó, va ser multat amb 7,3 milions i se li va prohibir ocupar qualsevol "càrrec de gestió de control" en una empresa que cotitzés a borsa. Brant va morir d'una aturada cardíaca el març de 2019 als 47 anys.
Més preocupant a Take-Two durant aquest període van ser les crítiques i les accions legals preses contra el mod Hot Coffee, una modificació feta per fans a Grand Theft Auto: San Andreas que va desbloquejar una escena de sexe gràfica oculta que es va incorporar al joc, amb polítics i consumidors preocupats que afirmaven que l'escena desmentia el classificació del contingut ESRB del joc. Les accions preses contra Take-Two van incloure una investigació de la Comissió Federal de Comerç per publicitat enganyosa, a la qual Take-Two i Rockstar van acordar multes el 2006 per qualsevol violació futura de les classificacions de contingut. Take-Two va completar un acord de 20,1 milions relacionat amb les demandes col·lectives presentades en contra l'any 2005 pel mod Hot Coffee, així com amb una demanda col·lectiva presentada pels accionistes sobre les opcions de frau de retrodatació, el setembre de 2009.

### 2007–2008: Adquisició d'accionistes i intent de compra
Un incendi havia danyat part de l'edifici de la seu de Take-Two a Nova York el 2006. A principis de gener de 2007, Take-Two va traslladar la seu de 2K a Novato, Califòrnia amb 65.000 peus quadrats d'espai a Hamilton Landing, un parc d'oficines que havia reutilitzat les antigues estructures de l'hangar del Hamilton Army Airfield. Més tard aquell any, al setembre, Take-Two va establir una associació amb Nickelodeon i va llançar un nou segell, 2K Play, dissenyat per a la publicació de títols familiars juntament amb les subetiquetes 2K Games i 2K Sports de 2K. absorbint els deures editorials restants del segell Global Star. El desembre de 2007, Take-Two va establir 2K Marin (anomenat a partir del Comtat de Marin, on es troba Novato) i va ampliar la seva presència a Hamilton Landing.

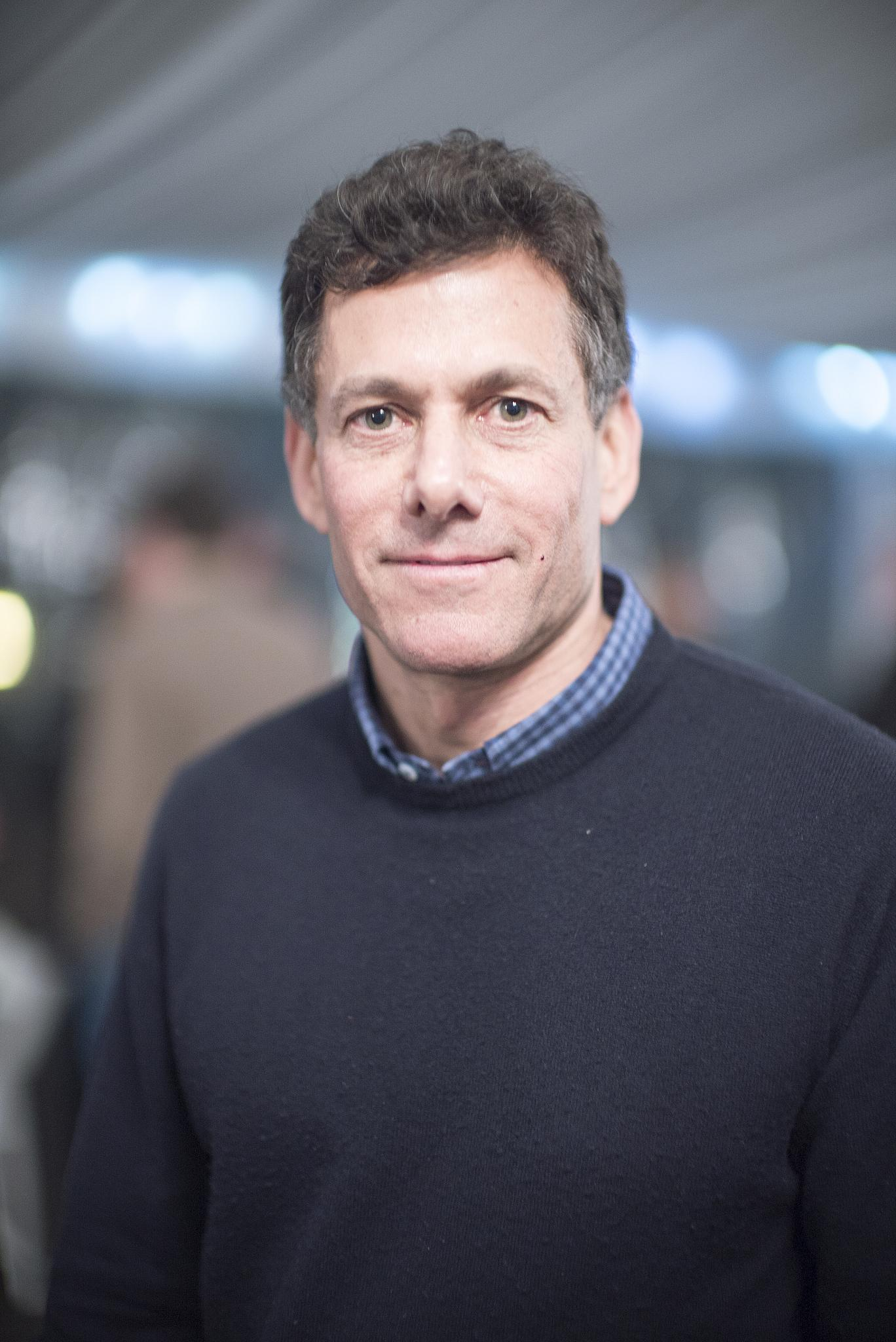
Zelnick en 2015

A causa de les diverses investigacions de la SEC i de la polèmica sobre Hot Coffee, els inversors de Take-Two van discutir la possibilitat de fer-se càrrec de l'empresa en la seva propera reunió del consell el març de 2007, per destituir l'actual direcció de la companyia. També hi va haver problemes amb Take-Two que no va aconseguir els seus objectius d'ingressos, després d'haver perdut 163,3 milions de dòlars el 2006. Els inversors, OppenheimerFunds Inc., S.A.C. Gestió de capital, Tudor Investment Corp., D.E. Shaw Valence Portfolios i ZelnickMedia, posseïen el 46% de les accions de l'empresa en aquest moment, i buscaven posar a Strauss Zelnick de ZelnickMedia com a president del consell alhora que deixaven a la direcció i els membres de la junta de llarga data. Zelnick havia estat anteriorment president i conseller delegat de la divisió nord-americana de BMG en el moment de la venda de BMG Interactive a Take-Two, un moviment al qual s'havia mostrat en contra de creure que BMG podria haver capitalitzat més el sector dels videojocs. Després de BMG, Zelnick havia estat COO de 20th Century Fox i CEO de Crystal Dynamics. Va fundar ZelnickMedia uns anys més tard el 2001 com a empresa de capital privat per centrar-se en inversions en mitjans i entreteniment interactiu. L'analista de la indústria Michael Pachter va afirmar que una presa de control seria millor per a Take-Two, ja que la direcció actual "va abdicar completament de qualsevol responsabilitat per a la supervisió de la política de concessió d'opcions. Un consell més responsable hauria compromès el hari-kari. " L'actual conseller delegat, Paul Eibeler, que havia substituït a Brant després de la seva renúncia, havia intentat trobar un comprador per a Take-Two després que els inversors presentessin la seva intenció a la SEC, entre els quals incloïa EA, però no va poder negociar una venda abans de la reunió. L'adquisició va ser acceptada amb èxit pels accionistes el 29 de març de 2007, amb Zelnick nomenant Ben Feder, soci de ZelnickMedia, com a nou CEO. A partir de juliol de 2015, Strauss Zelnick és el major accionista individual per poder de vot.
L'empresa va anunciar una important reestructuració a mitjan 2007, després de l'adquisició. Amb el trasllat de la marca 2K a Novato, es van avaluar les àrees executives, de gestió, distribució i vendes per alinear-les per disciplina empresarial més que per geografia. Posteriorment, l'empresa va deixar anar entre un 5 i un 15% dels seus aproximadament 2.100 empleats, va tancar algunes de les seves oficines europees i les va centralitzar a la seva ubicació a Ginebra, i va mirar de sortir del mercat de distribució buscant compradors de Jack of All Games.
A mitjans de febrer de 2008, EA va fer una oferta de transaccions en efectiu per acció de 25 dòlars per un valor d'aproximadament de 1.900 milions de dòlars al consell de Take-Two, revisant-la posteriorment a 26 dòlars per acció després de ser rebutjada i donar a conèixer l'oferta al públic. En aquell moment, les accions de Take-Two tenien un valor d'uns 10 dòlars per acció. El director general d'EA John Riccitiello va dir que EA havia considerat anteriorment un acord per a Take-Two l'any anterior quan Eibeler els va abordar. no obstant això, amb l'adquisició de Activision de Vivendi Games el desembre de 2007, EA buscava tornar a assegurar-se com un dels principals editors de videojocs amb l'adquisició de Take-Two. Mentre que Take-Two havia estat discutint el potencial d'una compra a una gran empresa de mitjans després de l'adquisició dels accionistes, Zelnick i el consell van rebutjar l'oferta, amb Zelnick afirmant: "No vam tancar la porta, només vam dir mira, el preu no és correcte i el moment és incorrecte". Take-Two es va oferir a discutir l'oferta després del llançament de Grand Theft Auto IV el 29 d'abril de 2008, que molts consideraven com la propietat lucrativa que EA desitjava. An acquisition would have ended EA's main competition in sports video games. EA va continuar ampliant la seva oferta d'oferta al llarg del 2008, però el setembre de 2008, EA va decidir retrocedir i deixar que l'oferta expirés, ja que Take-Two va continuar qualificant l'oferta en efectiu d'EA com a inadequada.

### 2008–2018: creixement continuat
El setembre de 2008, Take-Two va establir un acord d'externalització amb Ditan Distribution LLC, en aquell moment propietat de Cinram, un fabricant canadenc de mitjans òptics. Mitjançant l'acord, Take-Two va descarregar tots els deures de distribució de Jack of All Games a Ditan, alhora que va establir els mitjans perquè Jack of All Games pogués llicenciar i distribuir títols de tercers. Posteriorment, el desembre de 2009, Take-Two va vendre Jack of All Games a Synnex per uns 43 milions, deixant el mercat de distribució i centrant-se únicament en el desenvolupament i la publicació.
El 2010, Ben Feder va deixar el càrrec de conseller delegat i va ser substituït per Zelnick, que continua sent el president i conseller delegat de la companyia. El gener de 2013, THQ mentre estava dissolta va vendre els drets de la sèrie de jocs de lluita WWE a Take-Two. Posteriorment, 2K Sports ha publicat jocs anuals WWE 2K com a part de la seva programació.
Al voltant del 2013, Take-Two va començar a fer una recompra uns 7,5 milions d'accions en circulació de l'empresa (al voltant del 10%), basant-se en les projeccions de la companyia que seguiria sent rendible durant els propers anys. Com a part d'això, la companyia va comprar al voltant de 12 milions d'accions propietat de Carl Icahn, al voltant de l'11% del total de les accions, per uns 203 milions. Icahn havia estat vist com a favor de vendre l'empresa a un comprador. Posteriorment, això va provocar que tres membres de la junta directiva havien estat recomanats per Icahn per dimitir. El moviment de recomprar accions va ser vist pels analistes de la garantia de la companyia a Grand Theft Auto V, que es va publicar el setembre de 2013. Grand Theft Auto V ha venut des de llavors prop de 100 milions d'unitats fins 2018, convertint-lo en un dels videojocs més reeixits de la història i aportant uns 6.000 milions a Take-Two, augmentant el valor de les seves accions en més d'un 600%.
El desembre de 2013, l'antic editor en cap de Marvel Bill Jemas va anunciar que s'havia unit a Take-Two per iniciar una "empremta de ficció gràfica". L'empremta, Double Take Comics, es va llançar l'octubre de 2014, però finalment no va tenir èxit i es va tancar el novembre de 2016. Leslie Benzies, expresident de Rockstar North, va prendre una baixa sabàtica de Rockstar l'1 de setembre de 2014. El gener de 2016 es va anunciar que havia deixat l'empresa. El 12 d'abril de 2016, Benzies va iniciar accions legals contra Rockstar i Take-Two reclamant 150 milions de dòlars en drets d'autor no pagats. Take-Two havia invertit en el desenvolupador de jocs per a mòbils Scopely el juliol de 2016. L'1 de febrer de 2017, l'empresa va adquirir el desenvolupador de jocs socials i mòbils Social Point per uns 250 milions per entrar a la indústria dels jocs mòbils.
El mateix mes, Take-Two i la National Basketball Association (NBA) van anunciar una associació per crear la NBA 2K League, una lliga professional d'eSports basada en l'NBA 2K, i la primera lliga d'eSports gestionada per una lliga esportiva professional. Els equips de la lliga hauran d'estar parcialment patrocinats pels equips de l'NBA existents, de manera que hi hauria equips equivalents a eSports per a cadascun dels trenta equips professionals de l'NBA. Està previst que la temporada inaugural comenci al maig de 2018.
El 31 de maig de 2017, Take-Two Interactive va adquirir Kerbal Space Program. Més tard, Take-Two va anunciar la formació del seu segell editorial Private Division el 14 de desembre de 2017. Private Division es va establir per finançar i publicar jocs per estudis de desenvolupament independents de mida mitjana, com ara Kerbal Space Program, i tenia quatre jocs planificats d'estudis separats en el seu llançament.
La companyia va completar el trasllat de la seu de Nova York de NoHo a més de 61.000 peus quadrats d'espai a Bryant Park a principis de 2018. Segons Dan Houser, Rockstar Games va requerir expandir-se a la seu compartida de les dues companyies i, per tant, va demanar als executius de Take-Two que es traslladessin. El 8 de març de 2018, Zelnick va assistir a una reunió de la Casa Blanca celebrada pel 45è president dels Estats Units, Donald Trump, juntament amb diversos altres assistents implicats en la indústria dels videojocs i membres del Congrés, per parlar dels videojocs i la violència arran del tiroteig de l'Stoneman Douglas High School.
El 9 de març de 2018, S&P Global va anunciar la incorporació de Take-Two Interactive a l'S&P 500, unint-se a altres dos principals editors de videojocs EA i Activision Blizzard. De manera semblant a la situació del 2013, Take-Two va començar a comprar al voltant de 308 milions de les seves accions (estimada en un 2,5% de les accions pendents), basades en expectatives similars que Red Dead Redemption 2, que es va publicar l'octubre de 2018, augmentaria de la mateixa manera els beneficis de l'empresa com havia fet Grand Theft Auto V.
El 29 de març de 2018, el litigi de Benzies contra Rockstar i Take-Two va patir un revés important quan les empreses van aconseguir desestimar 12 de les 18 de les seves reclamacions, tot i que el tribunal va decidir que Benzies "segueix amb dret a rebre certs drets d'autor" com a part de la seva compensació.
En algun moment del 2018, Take-Two va fer un avís legal contra la nova empresa de Benzies, Royal Circus Games, citant la similitud de les seves sigles (RCG) amb Rockstar Games (RSG) com a infracció de la propietat intel·lectual; a causa d'això, Benzies va canviar el nom de la seva empresa Build a Rocket Boy Games l'octubre de 2018. Take-Two també havia denunciat la seva ocupació del personal de Rockstar North com una tàctica enganyosa per crear una afiliació entre ells.
Take-Two i l'NBA van signar un acord de llicència de set anys de 1.100 milions per ampliar els drets de Take-Two per desenvolupar els jocs NBA 2K el gener de 2019. Els analistes van estimar que això representava almenys el 15 % dels ingressos de Take-Two per la venda de jocs NBA 2K, atípics d'altres acords de llicències, a causa de la creixent popularitat de la sèrie.

### 2019-actualitat: expansions d'estudis
El febrer de 2019, Take-Two va establir un estudi que encara no s'havia nomenat sota la marca 2K a la regió de Silicon Valley de l'Àrea de la badia de San Francisco. L'estudi està dirigit per Michael Condrey, abans de Sledgehammer Games i Visceral Games, i inicialment estava treballant en un projecte no anunciat. Un any més tard, es va anunciar que l'estudi s'anomenaria oficialment 31st Union, que obria un segon estudi a Espanya i que es centrava en "una nova IP ambiciosa i inspirada".
El 7 de febrer de 2019, el litigi de Benzies amb Take-Two havia acabat oficialment. Totes les parts implicades en el cas van executar amb èxit un acord confidencial, amb cadascuna d'elles acceptant assumir les seves pròpies despeses i costos, inclosos, sense limitació, els honoraris d'advocat.
El maig de 2019, Rockstar Games va anunciar que havien adquirit Dhruva Interactive de Starbreeze Studios per 7,9 milions de dòlars, i la venda s'havia finalitzat més tard aquell mateix mes. La companyia s'havia fusionat amb Rockstar India, que va afegir 320 empleats addicionals a l'estudi.
El setembre de 2019, Rockstar Games va anunciar que havia llançat el seu propi llançador de jocs, una distribució digital, gestió de drets digitals, multijugador i servei de comunicacions.
Take-Two va establir un nou estudi que encara no s'havia nomenat sota Private Division el febrer de 2020, més tard anomenat Intercept Games, situat a Seattle per assumir el desenvolupament de Kerbal Space Program 2. El nou personal de l'estudi incloïa més d'una dotzena d'antics membres de Star Theory Games que havien estat treballant en el títol, inclosos Jeremy Ables i Nate Simpson de Star Theory, que anteriorment s'havien ocupat del desenvolupament del joc però fora de l'estructura de Take-Two.
A través de 2K Sports, Take-Two va establir un nou acord de publicació amb la NFL el març de 2020 per començar a publicar els jocs de la NFL a partir del 2021. Mentre que la sèrie Madden d'EA coexistirà i seguirà sent el joc oficial de la NFL, mentre que 2K es categoritza com a "experiències de jocs de futbol sense simulació" per distingir-les dels jocs d'EA.
L'agost de 2020, Take-Two va anunciar que estava adquirint el desenvolupador de jocs mòbils Playdots (desenvolupador dels jocs per a mòbils Dots, Two Dots i Dots & Co.) per 192 milions de dòlars en efectiu i estoc amb l'adquisició que s'espera que es completi el 3T 2020.
L'octubre de 2020, es va anunciar que Take-Two havia adquirit Ruffian Games, amb seu a Dundee (conegut pel seu treball a Halo: The Master Chief Collection i Crackdown 3) després d'un any de col·laboració de desenvolupament en una associació no revelada, després de l'adquisició, Ruffian va passar a formar part de Rockstar Games com a Rockstar Dundee.
Take-Two es va oferir a comprar Codemasters el novembre de 2020 en un acord valorat aproximadament de 973 milions. Tot i que l'oferta esperava l'aprovació reguladora i s'esperava que estigués completa a principis del 2021, tant el consell d'administració de Take-Two com de Codemasters van confirmar l'acord. No obstant això, l'oferta de Take-Two va ser superada posteriorment per Electronic Arts el desembre de 2020, que va oferir 1.200 milions (7,98 dòlars per acció) i va acceptar adquirir Codemasters. Take-Two va retirar formalment la seva oferta el gener de 2021.
El Fonds d'Inversió Pública de l'Aràbia Saudita va adquirir 3,9 milions d'accions de Take-Two, valorades en 826 milions de dòlars el febrer de 2021.
2K va adquirir HB Studios el març de 2021, que havia desenvolupat anteriorment PGA Tour 2K21 i The Golf Club 2019 featuring PGA Tour sota els segells editorials de 2K Sports. L'adquisició inclou els drets sobre els jocs PGA Tour, que tenen l'aval oficial del mateix PGA Tour. A més, 2K va anunciar que havia aconseguit un contracte amb Tiger Woods, que abans havia estat una figura clau per la sèrie PGA Tour d'Electronic Arts, com a director executiu i consultor de futurs jocs de 2K PGA Tour, així com la seva semblança amb els jocs. Més tard aquell mes, 2K va adquirir la divisió de jocs de HookBang amb seu a Austin, Texas, que havia donat suport al treball a la sèrie NBA 2K en el passat. La divisió es va traslladar a una nova ubicació d'Austin i es va canviar el nom de Visual Concepts Austin per continuar donant suport a aquesta sèrie.
El juny de 2021, Take-Two va fer la seva adquisició més gran fins ara amb l'adquisició de 378 milions de dòlars del desenvolupador de Top Eleven, Nordeus, ampliant encara més la seva divisió de jocs mòbils, que, des del juliol de 2021, es coneix com a T2 Mobile Games.
Take-Two Interactive va anunciar la seva intenció d'adquirir el desenvolupador mòbil Zynga el gener de 2022, en un acord d'efectiu i accions amb un valor de 12.700 milions de dòlars, amb Take-Two adquirint totes les accions pendents de Zynga a 9.86 dòlars cadascuna. S'esperava que l'acord tanqués al juny. Take-Two va dir que l'adquisició ajudaria a augmentar la seva presència al mercat de jocs per a mòbils, afirmant: "Veiem un potencial enorme sense aprofitar per portar les reconegudes propietats de la consola i PC de Take-Two al mòbil, una iniciativa d'alta prioritat. que es veurà dinamitzada amb la incorporació dels principals equips de desenvolupament, publicació i operacions de Zynga". Els dos accionistes de les societats van aprovar la fusió el 19 de maig de 2022 i el tancament de l'operació va tenir efecte el 23 de maig de 2022.

## Estructura de l'empresa
Les oficines executives i la seu global de Take-Two es troben a la ciutat de Nova York. La companyia gestiona les seves operacions europees des de Windsor, Anglaterra i les seves operacions asiàtiques des de Singapur. A partir 2018, el negoci principal de Take-Two és a través de dues editorials pròpies. Un segell és Rockstar Games, també ubicat a la ciutat de Nova York, i està especialitzat en el desenvolupament i la publicació de jocs d'acció i aventura com ara Grand Theft Auto. L'altra etiqueta és 2K, amb seu a Novato, Califòrnia, i està formada per les seves divisions 2K Games, 2K Sports i 2K Play. La divisió 2K Sports s'encarrega del desenvolupament i la publicació dels jocs de simulació esportiva de Take-Two, com ara la sèrie NBA 2K. 2K Play cobreix videojocs infantils i familiars produïts pels estudis de Take-Two. 2K Games gestiona gairebé tota la resta de producció dels estudis de desenvolupament intern de Take-Two, així com títols de tercers seleccionats (com la sèrie Borderlands desenvolupada per Gearbox Software).
Per separat, Take-Two és propietari de Private Division, un segell dissenyat per ajudar a publicar i comercialitzar jocs de desenvolupadors independents de mida mitjana, com ara el Kerbal Space Program de Squad. Finalment, Take-Two és propietari de Social Point, un desenvolupador per al mercat de jocs per a mòbils. Amb aquesta estructura establerta des de 1997-1998, cada segell s'incorpora a les principals empreses operatives i tenen un major grau d'autonomia i cadascuna amb la seva pròpia infraestructura i recursos, gestió i estratègies de pèrdues i guanys.
Take-Two s'ha desvinculat de les seves operacions de fabricació i distribució més antigues en favor de la publicació digital i la distribució minorista de tercers. Des del 2016, al voltant de la meitat dels ingressos de la companyia provenen de la distribució digital, ja sigui per vendes digitals de jocs a través d'ordinadors personals o consoles, o mitjançant la monetització de videojocs dels seus títols per a ordinadors, consoles i mòbils.

### Editors
| Nom              | Ubicació                   | Fundat o adquirit | Ref.    |
| ---------------- | -------------------------- | ----------------- | ------- |
| 2K               | Novato, Califòrnia, EUA    | Gener de 2005     | [ 134 ] |
| Dynamixyz        | Cesson-Sévigné, França     | Juliol de 2021    | [ 135 ] |
| Private Division | Ciutat de Nova York, EUA   | Desembre de 2017  | [ 93 ]  |
| Rockstar Games   | Ciutat de Nova York, EUA   | Desembre de 1998  | [ 136 ] |
| T2 Mobile Games  | Ciutat de Nova York, EUA   | Juny de 2021      | [ 137 ] |
| Zynga            | San Mateo, Califòrnia, EUA | Maig de 2022      | [ 132 ] |

#### Anteriors
| Nom                        | Ubicació                          | Fundat o adquirit | Tancat o cedit   | Ref.            |
| -------------------------- | --------------------------------- | ----------------- | ---------------- | --------------- |
| Double Take Comics         | Ciutat de Nova York, EUA          | Octubre de 2014   | Novembre de 2016 | [ 83 ] [ 84 ]   |
| DVDWave.com                | Berkeley, Califòrnia, EUA         | Març de 1999      | Desembre de 1999 | [ 138 ] [ 139 ] |
| Gathering of Developers    | Ciutat de Nova York, EUA          | Maig de 2000      | Desembre de 2004 | [ 140 ] [ 141 ] |
| Global Star Software       | Ciutat de Nova York, EUA          | Agost de 1999     | Setembre de 2007 |                 |
| Gotham Games               | Ciutat de Nova York, EUA          | Juliol de 2002    | Desembre de 2003 | [ 142 ] [ 143 ] |
| Jack of All Games          | West Chester, Ohio, EUA           | Agost de 1998     | Febrer de 2010   | [ 29 ] [ 144 ]  |
| Joytech                    | Londres, Anglaterra               | Febrer de 1999    | Setembre de 2007 | [ 145 ] [ 146 ] |
| On Deck Interactive        | Dallas, Texas, EUA                | Maig de 2000      | Març de 2001     | [ 147 ] [ 148 ] |
| Pixel Broadband Studios    | Tel-Aviv, Israel                  | Març de 2000      | Octubre de 2000  | [ 149 ] [ 150 ] |
| Take-Two Licensing         | Westlake Village, Califòrnia, EUA | Desembre de 2003  | Gener de 2005    | [ 151 ]         |
| TalonSoft                  | Baltimore, EUA                    | Desembre de 1998  | 2002             | [ 152 ] [ 153 ] |
| Techcorp                   | Hong Kong, Xina                   | Juliol de 2001    | Setembre de 2007 | [ 154 ] [ 155 ] |
| Telstar Electronic Studios | Walton-on-Thames, Anglaterra      | Abril de 1999     | Abril de 1999    | [ 156 ] [ 157 ] |

### Desenvolupadors
| Empresa mare      | Nom                  | Ubicació                        | Fundat o adquirit | Ref.                    |
| ----------------- | -------------------- | ------------------------------- | ----------------- | ----------------------- |
| 2K                | 2K Chengdu           | Chengdu, Xina                   | Juny de 2011      | [ 158 ]                 |
| 2K                | 2K Madrid            | Madrid, Espanya                 | Juliol de 2020    | [ 159 ]                 |
| 2K                | 2K Vegas             | Las Vegas, Nevada, EUA          | 2006              | [ 160 ]                 |
| 2K                | 31st Union           | Foster City, Califòrnia, EUA    | Febrer de 2019    | [ 161 ] [ 162 ] [ 163 ] |
| 2K                | Cat Daddy Games      | Kirkland, Washington, EUA       | 2003              | [ 164 ]                 |
| 2K                | Cloud Chamber        | Novato, Califòrnia, EUA         | Desembre de 2019  | [ 165 ]                 |
| 2K                | Firaxis Games        | Sparks, Maryland, EUA           | Novembre de 2005  | [ 166 ]                 |
| 2K                | Hangar 13            | Novato, Califòrnia, EUA         | Desembre de 2014  | [ 167 ]                 |
| 2K                | HB Studios           | Lunenburg, Nova Escòcia, Canadà | Març de 2021      | [ 124 ] [ 125 ]         |
| 2K                | Visual Concepts      | Novato, Califòrnia, EUA         | Gener de 2005     | [ 168 ]                 |
| Ghost Story Games | Ghost Story Games    | Westwood, Massachusetts, EUA    | Febrer de 2017    | [ 169 ]                 |
| Private Division  | Intercept Games      | Seattle, Washington, EUA        | Febrer de 2020    | [ 112 ] [ 113 ]         |
| Private Division  | Roll7                | Londres, Anglaterra             | Novembre de 2021  | [ 170 ] [ 171 ]         |
| Rockstar Games    | Rockstar Dundee      | Dundee, Escòcia                 | Octubre de 2020   | [ 172 ]                 |
| Rockstar Games    | Rockstar India       | Bangalore, Índia                | Agost de 2016     | [ 173 ] [ 174 ]         |
| Rockstar Games    | Rockstar Leeds       | Leeds, Anglaterra               | Març de 2004      | [ 175 ]                 |
| Rockstar Games    | Rockstar Lincoln     | Lincoln, Anglaterra             | Juny de 1998      | [ 176 ]                 |
| Rockstar Games    | Rockstar London      | Londres, Anglaterra             | Novembre de 2005  | [ 177 ]                 |
| Rockstar Games    | Rockstar New England | Ballardvale, Massachusetts, EUA | Abril de 2008     | [ 178 ]                 |
| Rockstar Games    | Rockstar North       | Edinburgh, Escòcia              | Setembre de 1999  | [ 179 ]                 |
| Rockstar Games    | Rockstar San Diego   | Carlsbad, Califòrnia, EUA       | Novembre de 2002  | [ 180 ]                 |
| Rockstar Games    | Rockstar Toronto     | Oakville, Ontario, Canadà       | Juliol de 1997    | [ 181 ]                 |
| T2 Mobile Games   | Nordeus              | Belgrad, Sèrbia                 | Juny de 2021      | [ 182 ] [ 183 ]         |
| T2 Mobile Games   | Playdots             | Ciutat de Nova York, EUA        | Setembre de 2020  | [ 184 ] [ 185 ]         |
| T2 Mobile Games   | Socialpoint          | Barcelona, Espanya              | Gener de 2017     | [ 186 ]                 |
| Zynga             | BossAlien            | Brighton, Anglaterra            | Maig de 2022      | [ 132 ]                 |
| Zynga             | Chartboost           | San Francisco, Califòrnia       | Maig de 2022      | [ 132 ]                 |
| Zynga             | Echtra Games         | San Francisco, Califòrnia       | Maig de 2022      | [ 132 ]                 |
| Zynga             | Gram Games           | Londres, Anglaterra             | Maig de 2022      | [ 132 ]                 |
| Zynga             | NaturalMotion        | Londres, Anglaterra             | Maig de 2022      | [ 132 ]                 |
| Zynga             | Peak Games           | Istanbul, Turquia               | Maig de 2022      | [ 132 ]                 |
| Zynga             | Rollic               | Istanbul, Turquia               | Maig de 2022      | [ 132 ]                 |
| Zynga             | Small Giant Games    | Helsinki, Finlàndia             | Maig de 2022      | [ 132 ]                 |
| Zynga             | Starlark             | Beijing, Xina                   | Maig de 2022      | [ 132 ]                 |

#### Anteriors
| Empresa mare         | Nom                    | Ubicació                        | Fundat o adquirit | Tancat o cedit   | Ref.            |
| -------------------- | ---------------------- | ------------------------------- | ----------------- | ---------------- | --------------- |
| 2K                   | 2K Australia           | Canberra, Austràlia             | Gener de 2006     | Abril de 2015    | [ 187 ] [ 188 ] |
| 2K                   | 2K China               | Shanghai, Xina                  | Maig de 2006      | Novembre de 2015 | [ 158 ] [ 189 ] |
| 2K                   | 2K Czech               | Brno, República Txeca           | Gener de 2008     | 2017             | [ 190 ] [ 191 ] |
| 2K                   | 2K Marin               | Novato, Califòrnia, EUA         | 2007              | Octubre de 2013  | [ 194 ]         |
| 2K                   | Frog City Software     | San Francisco, EUA              | 2003              | 2006             | [ 195 ]         |
| 2K                   | Irrational Games       | Quincy, Massachusetts, EUA      | Gener de 2006     | Febrer de 2017   | [ 187 ] [ 196 ] |
| 2K                   | Magic Pockets          | Torcy, França                   | Juny de 2005      | Gener de 2007    | [ cal citació ] |
| 2K                   | PopTop Software        | Fenton, Missouri, EUA           | Juliol de 2000    | Març de 2006     | [ 197 ] [ 198 ] |
| 2K                   | 2K Los Angeles         | Camarillo, Califòrnia, EUA      | Gener de 2005     | 2008             | [ 168 ] [ 199 ] |
| 2K                   | Indie Built            | Salt Lake City, EUA             | Octubre de 2004   | Abril de 2006    | [ 200 ] [ 201 ] |
| 2K                   | PAM Development        | París, França                   | Juny de 2005      | Juny de 2007     | [ 199 ]         |
| 2K                   | Venom Games            | Newcastle upon Tyne, Anglaterra | Setembre de 2004  | Juliol de 2008   | [ 199 ]         |
| Rockstar Games       | Rockstar Vancouver     | Vancouver, Canadà               | Agost de 2002     | Juliol de 2012   | [ 181 ] [ 202 ] |
| Rockstar Games       | Rockstar Vienna        | Viena, Àustria                  | Gener de 2001     | Maig de 2006     | [ 203 ] [ 204 ] |
| Take-Two Interactive | GearHead Entertainment | Latrobe, Pennsylvania, EUA      | 1997              | 1999             | [ cal citació ] |
| Take-Two Interactive | Mission Studios        | Inverness, Illinois, EUA        | Setembre de 1996  | 2001             | [ 17 ] [ 205 ]  |

### Altres participacions
Take-Two comparteix el control de la NBA 2K League, una lliga esportiva competitiva basada en la seva sèrie NBA 2K, juntament amb la National Basketball Association.
L'empresa té una participació minoritària no revelada a Scopely. Anteriorment havia tingut una participació del 19,9% a Bungie, que va cedir a Microsoft Game Studios en la seva adquisició el juny de 2000, a canvi de rebre els drets de Bungie en Myth i Oni, i la llicència d'ús del motor de Halo per produir dos jocs nous. Take-Two també tenia una participació del 2,3% a Twitch, que va ser comprada després de l'adquisició del servei per Amazon el 2014, rebent 22 milions de la venda.

## Litigació
Take-Two ha utilitzat queixes de dilució de marques comercials per evitar que altres editors i desenvolupadors registrin marques comercials comparables a les marques comercials pròpies de Take-Two, com ara bloquejar el registre de marques comercials que involucren "rockstar", "bully", "2K" i el lletra majúscula "R". L'editor va presentar una disputa contra Hazelight Studios per bloquejar el seu intent de marca comercial It Takes Two, a causa de la semblança del seu nom amb Take-Two. Hazelight es va veure obligat a abandonar l'aplicació de la marca registrada, cosa que dificultava la promoció del joc.
Take-Two també ha estat actiu bloquejant el llançament de mods per a jocs de Grand Theft Auto. Tot i que algunes d'aquestes modificacions havien utilitzat actius dels jocs originals i donaven motius vàlids perquè Take-Two protegés els seus drets d'autor, altres modificacions que Take-Two havia apuntat es van fer a partir de l'enginyeria inversa legal del joc, fent controvertides les reclamacions de Take-Two. Take-Two ha aclarit que no tenia cap problema amb les modificacions destinades a jocs per a un sol jugador que es fessin legalment, però que prendria mesures contra altres tipus de modificacions.